# Tallmadge, Ohio
Tallmadge là một thành phố thuộc quận Summit, tiểu bang Ohio, Hoa Kỳ. Năm 2010, dân số của thành phố này là 17537 người.

## Dân số
- Dân số năm 2000: 16390 người.
- Dân số năm 2010: 17537 người.